# Hidria Segundo
El Hidria Segundo es un barco de vapor español construido entre los años 1963 y 1966 para la empresa gallega Aljibes de Vigo. Tras haber sido abandonado en 1994, fue restaurado entre 1997 y 2005. Hoy en día, junto con el vapor La Palma de 1912, son los dos únicos barcos de vapor antiguos operativos en España. Actualmente es un buque museo en Vigo.

## Construcción e historia

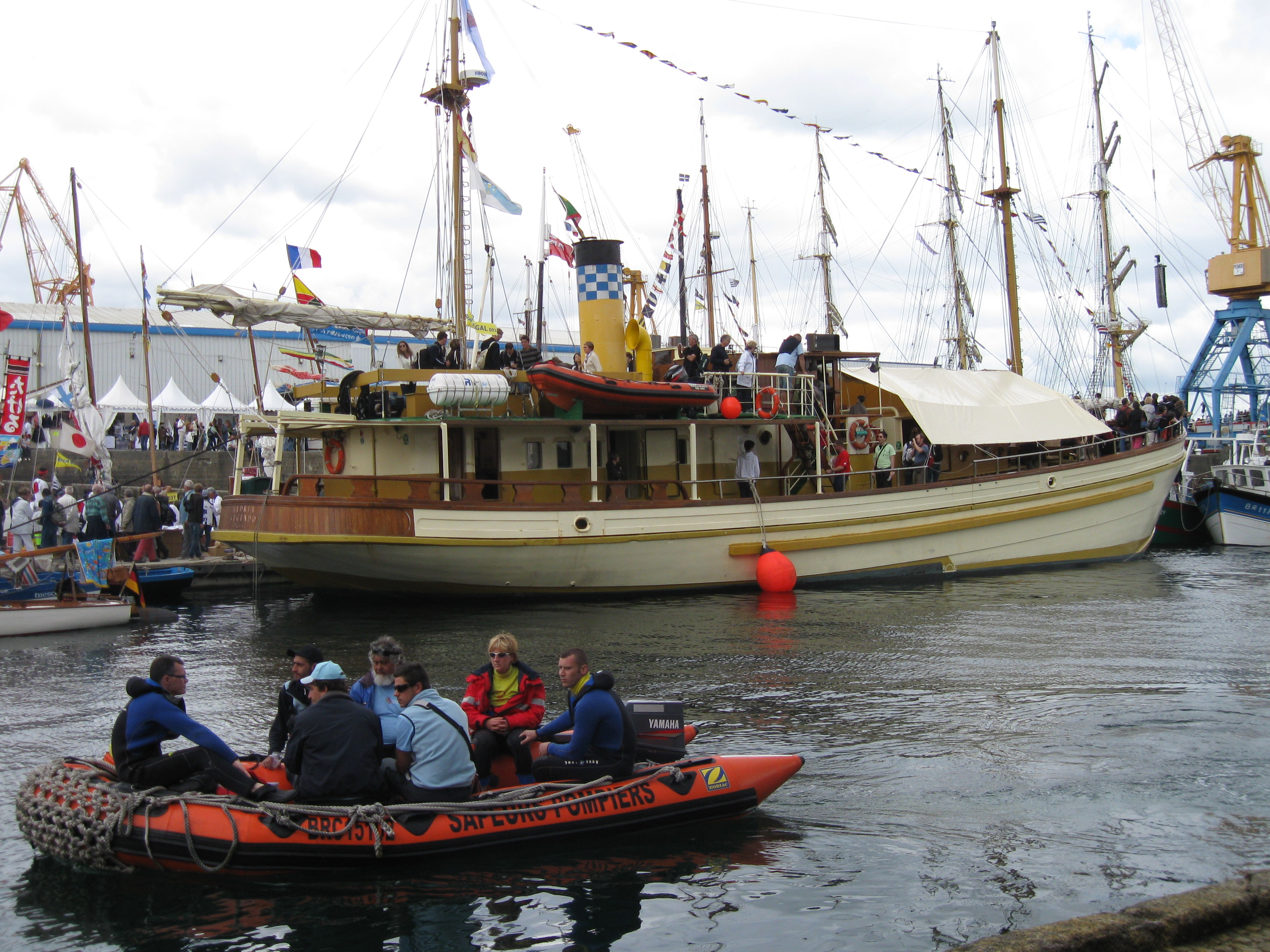
Hidria Segundo en Brest, año 2008.

El Hidria Segundo fue construido en el astillero ya desaparecido José Roberto e hijos (Teis, Vigo) entre los años 1963 y 1966, cuya finalidad inicial era la de servir de aljibe para la empresa Aljibes de Vigo para suministrar agua de manantial a mercantes, transatlánticos y pesqueros en la ría de Vigo. El manantial estaba situado en la “Canteira de Meira” y la empresa tenía un muelle propio en las inmediaciones, donde el barco atracaba y cargaba hasta 240 toneladas.
La maquinaria de vapor la heredó de su antecesor el Hidria, que comenzó a trabajar para la misma empresa en 1922 y se hundió en el puerto de Vigo en 1959, tras lo cual fue reflotado y desguazado, conservándose la maquinaria de vapor para ser instalada posteriormente en el nuevo barco, bautizado Hidria Segundo. La empresa quebró en 1994 y dejó abandonados en el puerto de Vigo a sus dos últimos barcos, el Roberto y el Hidria Segundo. Hoy en día, el Hidria Segundo fue restaurado y reconvertido en museo, albergue y barco de pasajeros.

## Rescate y restauración

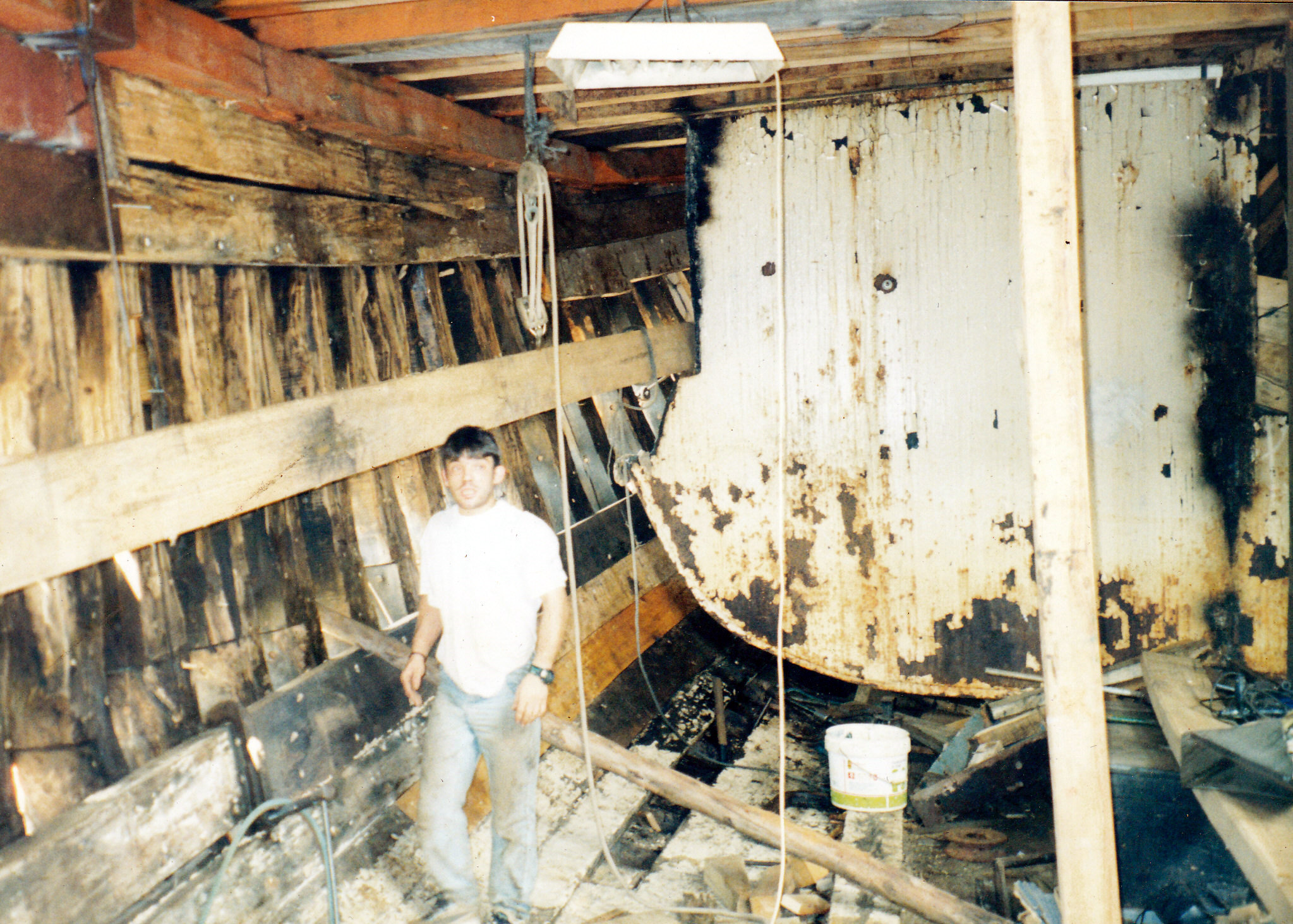
Proceso de restauración de la cántara o bodega del barco, año 2009.

En 1997 el vapor Hidria Segundo se hundía y fue llevado a desguace y ahí Jacobo Costas y Sesé Otero lo compraron para ser restaurado como buque museo y de pasajeros a vapor, formando también para ello la empresa Vapores del Atlántico S.L. En ese momento estaba también en el mismo desguace el Campaláns, que fue desguazado en julio de 1997. 
Los comienzos fueron difíciles ya que tras la compra debía ser asumida la deuda contraída con el Puerto de Vigo y que ascendía a 2.500.000 pesetas. El cónsul honorario de Francia en Vigo Jean Desclos intercedió para que fuese condonada. Luego se tuvo que pasar una primera inspección para poder llevarlo de remolque desde Vigo hasta El Grove, el puerto donde viven los armadores. La venta de un motor Caterpillar de un intento anterior de restauración de un barco hizo posible pasar esta inspección. Llegado ya a El Grove, se hizo un plan de trabajo para cometer la menor cantidad de errores durante la restauración, ya que no se tenía la posibilidad de acometerla en un astillero.

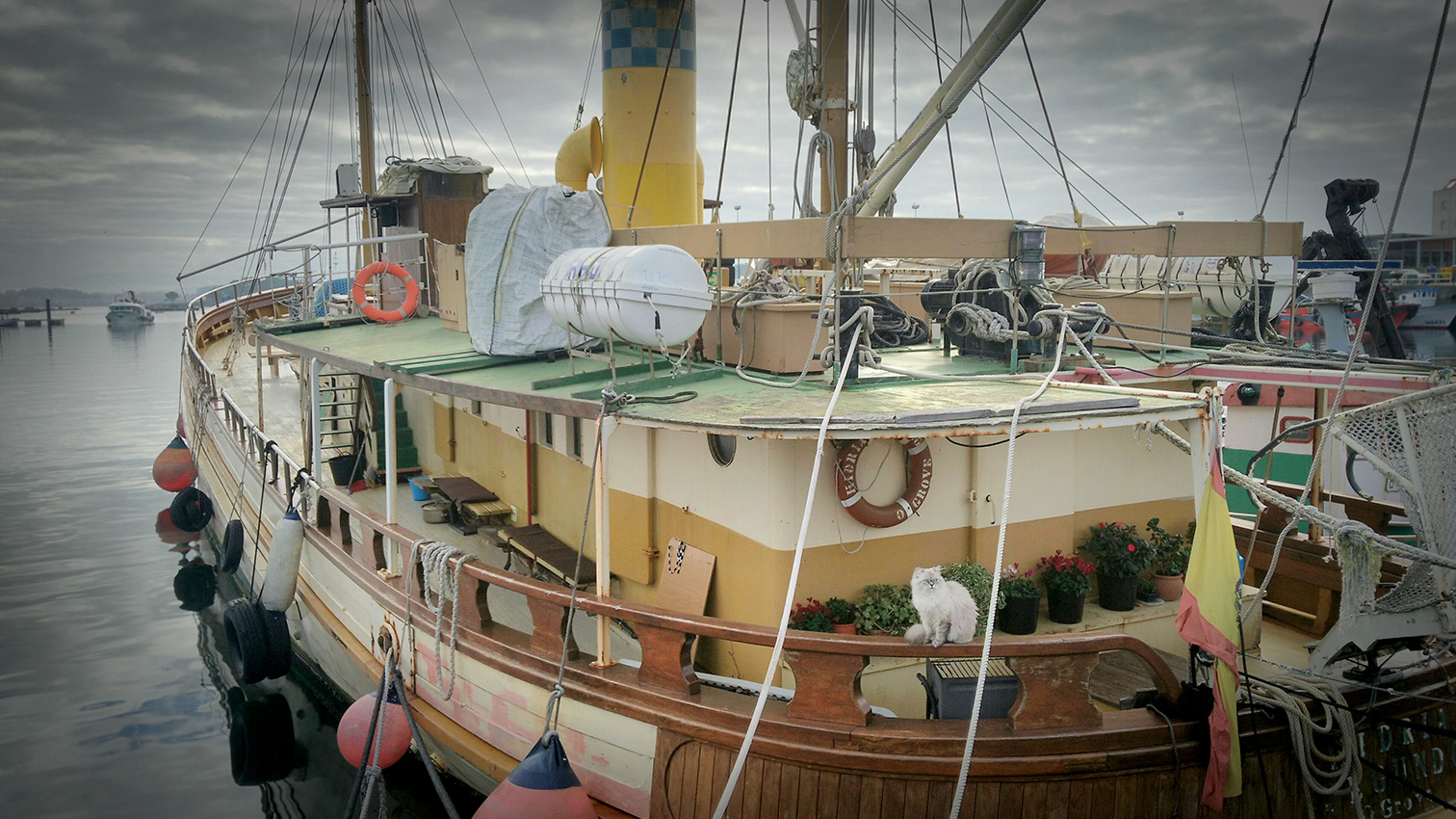
Hidria Segundo en el puerto de El Grove en 2015.

Entre 1997 y 1999 se desguazó el guardacalor, el puente de gobierno, los mamparos de la cántara donde llevaba el agua y se restauró la cubierta por completo. Esto se hizo a flote en la dársena de Porto Meloxo.
Entre 2000 y 2001 se calafateó la cubierta, se restauró el virador de las anclas, se reforzó la quilla con una U de hierro, y se le hizo una prueba de presión a la caldera. Para ello el barco se varó de manera artesanal en Tragove, Cambados.
Entre abril y noviembre de 2001, después de recibir una subvención del 50% por Patrimonio Histórico cultural, se realizó la primera fase importante de restauración del casco y superestructuras en el astillero Joaquín Castro, en La Guardia. Luego de remolcarlo de nuevo a El Grove, pero esta vez al puerto pesquero, se continuó con el montaje de la balaustrada y acondicionamiento del salón bodega (la antigua cántara) para actividades culturales.
En el año 2003 recibió otra subvención también del 50% y ya se restauró y acondicionó la sala de máquinas, puente de gobierno y medidas de salvamento, contra incendios, etc., consiguiendo el 1 de abril de 2005 navegar de nuevo a vapor pero ya como buque museo, y de pasajeros un año después.
Para poder llevar esto adelante Jacobo Costas vendió su casa y Sesé Otero la batea de cultivo de mejillón que fue su sustento durante la restauración.
En 2022 se establece como buque museo en Vigo.